# 丘を越えて
「丘を越えて」（おかをこえて）は、1931年（昭和6年）12月に日本コロムビアから藤山一郎の歌唱によって発売された昭和歌謡である。1931年（昭和6年）に発表された新興キネマ制作の映画『姉』の主題歌。作詞は島田芳文、作曲は古賀政男。古賀政男が自身の青春の思い出を曲にした作品で、藤山一郎の大ヒット曲となり、藤山の歌手としての人気を決定づけた。

## 概要

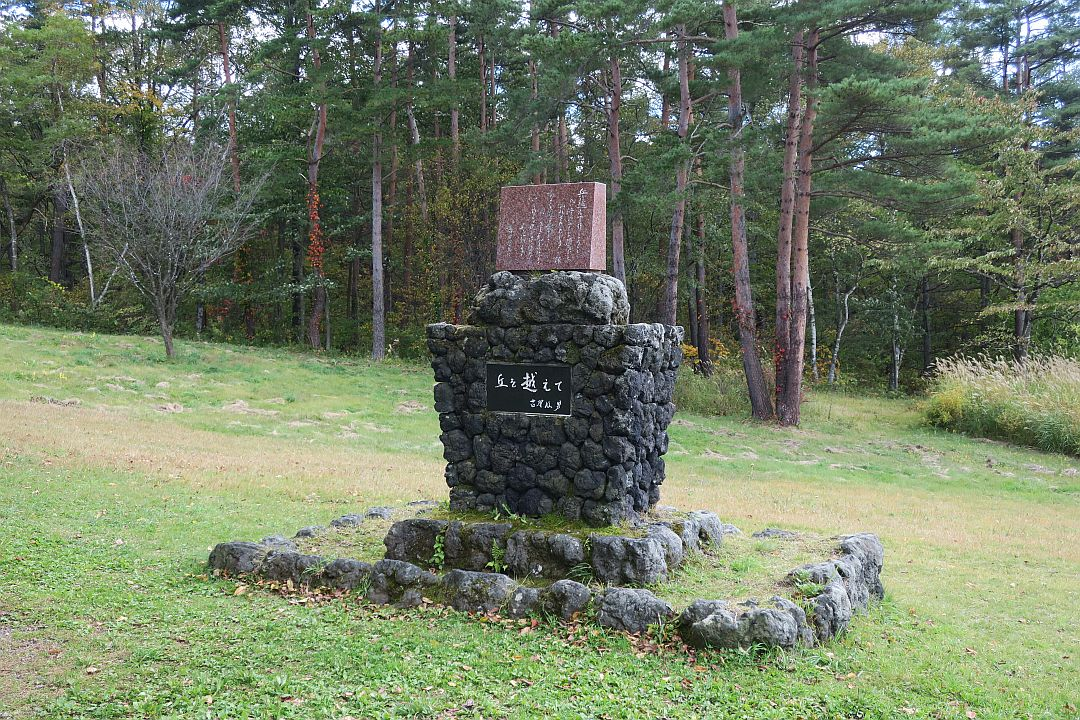
歌碑（浅間牧場）

元は、古賀政男が「ピクニック」というタイトルで明治大学マンドリン倶楽部のマンドリン合奏曲として作曲したもので、この曲に作詞家の島田芳文が詞をつけた歌が「丘を越えて」である。島田芳文は、群馬県吾妻郡長野原町北軽井沢の浅間牧場の風景を描いて詞を書き上げた。浅間牧場には「丘を越えて」の歌碑もある。
「ピクニック」は、桜の名所として知られた稲田堤（現：神奈川県川崎市多摩区）の多摩川河川敷と多摩丘陵の自然風景に着想を得て作曲されたもので、2019年5月25日に多摩川サイクリングコースが川崎市と東京都稲城市の間で延伸された際には、稲田堤の二ヶ領用水上河原取水口（多摩区布田）に「ピクニック橋」が開通している。
古賀政男が明治大学マンドリン倶楽部の後輩と稲田堤へピクニックに行った際、満開に咲き誇る桜を背に酒を酌み交わし、下宿に戻ると学帽についた一枚の桜の花びらにふと気がついた。これを見て二度と帰らぬ若さと青春がいとおしくなった。そのとき浮かんだメロディーを愛用のマンドリンを取り弾いてみた。面白いようにメロディーが次から次へと浮かんだ。
この曲にちなみ、稲田堤の和菓子店「菓聖はしば」では名産品として「丘を越えて」饅頭が販売されている。なお同店では多摩区の生田緑地内にある川崎市岡本太郎美術館にちなむ土産菓子「TAROの夢もなか」も取り扱っている。JR南武線の稲田堤駅では、2023年8月の新駅舎使用開始に合わせ、発車メロディーが『丘を越えて』に変更された。

また、渋谷区のコミュニティバス「ハチ公バス」の「丘を越えてルート」（上原・富ヶ谷ルート）は、古賀政男が自邸を構えた渋谷区上原の古賀政男音楽博物館を経由することから命名された。

## 音源

### オリジナル
歌唱を担当した藤山一郎は、豊かな声量と正確無比な確実な歌唱で、古賀政男の青春を高らかに歌い上げている。
上述のとおり元はマンドリン合奏曲として作曲された曲であるため、伴奏のマンドリンによる前奏が長く、さらに間奏は新たなフレーズの後に再び前奏を繰り返すので、伴奏の演奏だけの時間より藤山一郎が歌っている時間の方が短い。またステレオ録音版ではさらに伴奏が長くなっている。
発売当時の売上は50〜60万枚に達した。

### カバー
- 矢野顕子 - 1976年7月発売のアルバム『JAPANESE GIRL』に収録。カバーのきっかけは、同年4月に藤山が審査員を務めたNHKオーディションでこの曲を披露したことである。その際に、藤山から高い評価を得て合格している[13]。アルバム発売直前の1976年5月1日、ムーンライダーズの単独のコンサートが東京郵便貯金ホールで行われ、矢野は細野晴臣とともにゲスト出演した。そして「丘を越えて」とはっぴいえんどの「さよならアメリカ さよならニッポン」の2曲を披露した。音源は2005年に発売されたムーンライダーズの2枚組のCD『ムーンライト・リサイタル1976』で聴くことができる。1998年の映画「卓球温泉」主題歌。

- 1984年、トヨタ自動車「スターレット」のCMで藤山のオリジナルバージョンが使われていた。ラジオCMの一部では前奏のみもある。
- 2008年、映画『丘を越えて』主題歌としてつじあやのがカバーした。
- 2015年、トヨタ自動車「カローラフィールダー」・「カローラアクシオ」のCMソングとして、以下のアーティストによるカバーバージョンが使用されている。
  - 木村拓哉（当時SMAP。フィールダー、アクシオ）、
  - OKAMOTO'S（フィールダーのみ）
  - PUFFY（フィールダーのみ）
  - 清水翔太（フィールダーのみ）
  - 矢野顕子（フィールダーのみ）
  - 細野晴臣（フィールダーのみ）
  - 加藤ミリヤ（フィールダーのみ）
  - 石川さゆり（フィールダー、アクシオ）
  - マツコ・デラックス（アクシオのみ）

なお、小泉今日子が1990年に「丘を越えて」という曲をリリースしているが、タイトルが同じだけの全く別の楽曲である。